# Championnats d'Afrique d'aviron 2012
Navigation
Édition précédente Édition suivante
Les championnats d'Afrique d'aviron 2012, huitième édition des championnats d'Afrique d'aviron, ont lieu du 30 novembre au 2 décembre 2012 à Alexandrie, en Égypte.

## Nations participantes
Neuf nations participent à la compétition :
- Algérie
- Égypte
- Kenya
- Libye
- Maroc
- Ouganda
- Soudan
- Tunisie
- Zimbabwe

## Médaillés
Parmi les médaillés de cette édition, on compte,, :

### Hommes
Skiff - M1x
- Nour El Din Younes (EGY) , médaillé d'or
- Aymen Mejri , médaillé d'argent
- Peter Purcell-Gilpin (ZIM),, médaillé de bronze

Skiff poids légers - LM1x
- Massoud Abd Elmohsen , médaillé d'or
- Aymen Mejri , médaillé d'argent

- Sid Ali Boudina, médaillé de bronze

Deux de couple - M2x
- Younis Nour Eldin , Aly Mostafa , médaillés d'or

- Nabil Chiali (ALG), Mansouri Elouer , médaillés d'argent
- Kelvin Echessa , John Mugabe , médaillés de bronze

Deux de couple poids légers - LM2x
- Amira Omar Elsobhy , Nofel Mohamed , médaillés d'or
- Belhaj Billal , Mohamed Taieb , médaillés d'argent
- Abd Elsalam Mohamed , Abd Elrhaman Abd alaa , médaillés de bronze

Quatre de couple poids légers - LM4x
- Omar El Sobhy Emira , Nofel Moahmed , Abd Elgelil Ahmed Ahmed , Abdel Mohsen Massoud , médaillés d'or

- Mohamed Ryad Garidi , Kamel Ait Daoud  , Chawki Dries , Sid Ali Boudina  médaillés d'argent

- Imtiaz Abdalla , Martin Ngugi , Steven Ojanji , Donald Mutuma , Peterlis Osiany médaillés de bronze

Deux sans barreur - M2-
- Alaa Hasan Ali , Hameto Ebrahem , médaillés d'or
- Nabil Chiali  , Mansouri Elouer , médaillés d'argent
- James Okello , Peterlis Osiany , médaillés de bronze

### Femmes
Skiff - W1x
- Micheen Thornycroft (ZIM), médaillée d'or

- Amina Rouba (ALG), médaillée d'argent
- Racha Soula, médaillée de bronze

Skiff poids légers - LW1x
- Amina Rouba (ALG), médaillée d'or
- Fatma Rashed , médaillée d'argent
- Raja Mansour , médaillée de bronze

Deux de couple - W2x
- Amina Rouba , Nawel Chiali , médaillées d'or
- Fraser Mackenzie Eliza , Micheen Thornycroft , médaillées d'argent
- Fatma Rashed , Hossam Eldin Ingy ,médaillées de bronze

Deux de couple poids légers - LW2x
- Amina Rouba (ALG),  Nawel Chiali (ALG), médaillées d'or
- Sara Baraka , Fatma Rashed , médaillées d'argent
- Nour El Houda Ettaieb , Raja Mansour, médaillées de bronze

### Podiums juniors

#### Hommes
Skiff - JM1x
- Murray Faber (ZIM)  ,médaillé d'or
- Berhouma Yaknne , médaillé d'argent
- Wassal Mohamed  , médaillé de bronze

Deux de couple - JM2x
- Faber Murray, Percell Gilpin Peter , médaillé d'or
- Saloma Abd Elrahman , Mohamed Shaeer Ehab , médaillé d'argent
- Belhaj Billel , Mohamed Taieb ,  médaillé de bronze

Quatre de couple - JM4x
- Ahmed Yasser , Ibrahim Ahmed , Saloma Abd Elrahman , Moahmed Shaeer Ehab  ,médaillé d'or
- Sassi Mohamed Amine , Bellhaj Billal ,Berhouma Yassine , Mohamed Taieb , médaillé d'argent

paire sans barreur - JM2-
- Abd Elmagid Ahmed , Reda Ahmed  ,médaillé d'or
- Faber Murray , Purcall Gilpin Peter , médaillé d'argent

#### Femmes
Skiff - JW1x
- Racha Soula ,médaillée d'or
- Du Toit Deniella ,médaillée d'argent
- Hossam El Din Ingy , médaillée de bronze

Deux de couple - JW2x
- Hossam El Din Ingy , Abd El Hemed Amira ,médaillée d'or
- Ftaimia Linda , Khadija Krimi ,médaillée d'argent
- Daniella du Toit (ZIM),  Eliza Fraser MacKenzie (ZIM),  médaillée de bronze